# Pierre Lépine
Pierre Lépine (15. srpna 1901 Lyon – 30. března 1989 Boulogne-Billancourt) byl francouzský lékař a biolog. Byl členem francouzské Akademie věd, Lékařské akademie, Farmaceutické akademie a Chirurgické akademie, stejně jako mnoha akademií věd po celém světě: Spojené státy, SSSR, Vatikán, Belgie, Itálie, Španělsko, Brazílie.
Angažoval se i politicky. Byl členem nacionálně konzervativní Francouzské sociální strany plukovníka Françoise de La Rocqueho. V letech 1971, 1977, 1983 byl radním v Paříži.

## Životopis

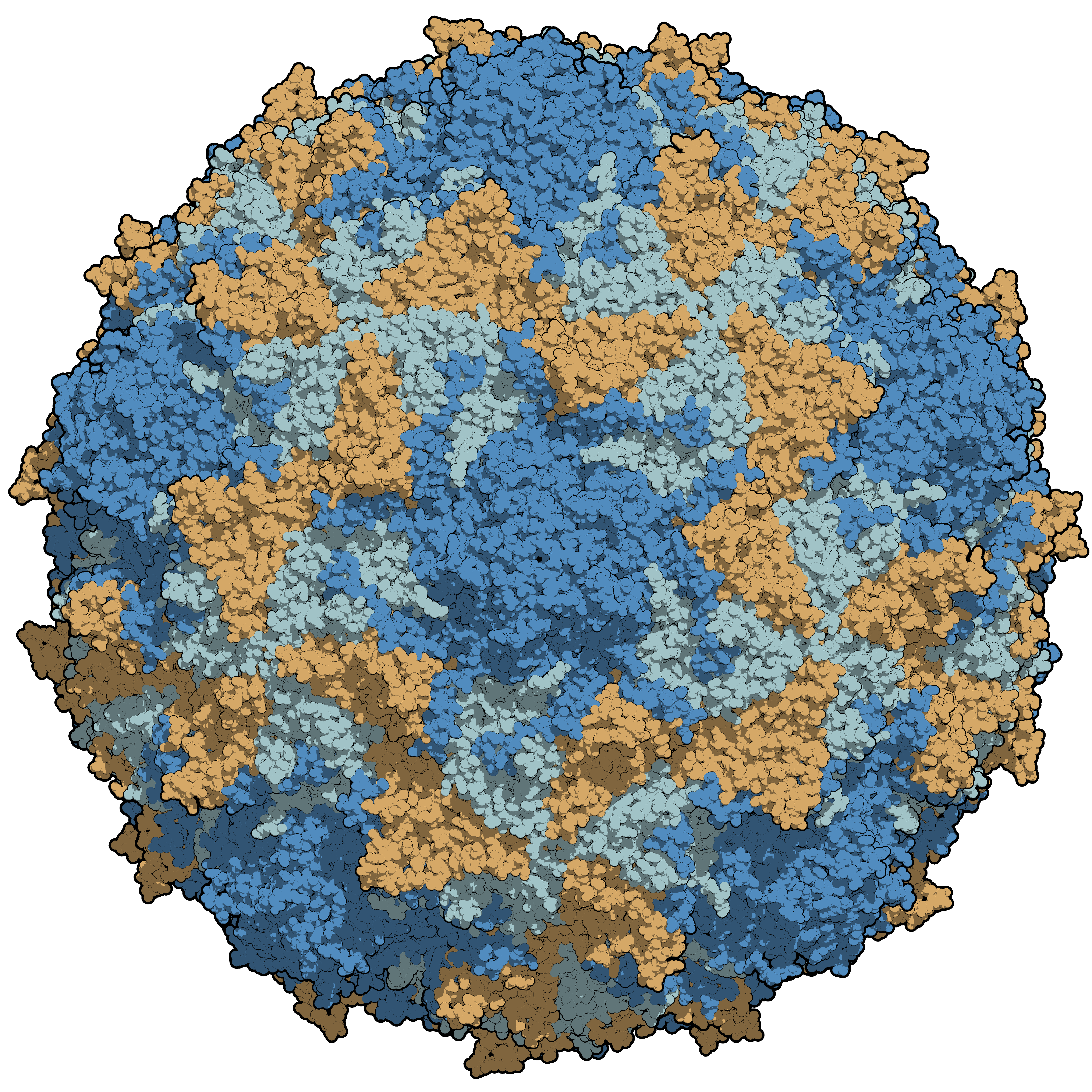
Poliovirus. Struktura virové kapsidy. Barevně odlišené postranní řetězce proteinů.

- Poliovirus. Struktura virové kapsidy. Barevně odlišené postranní řetězce proteinů.Pierre Lépine se narodil 15. srpna 1901. Byl synem lékaře Jeana Lépina.
- Vystudoval medicínu a v roce 1925 obhájil svou diplomovou práci o hygienických podmínkách v tropické Americe.
- Po pobytu na Americké univerzitě v Bejrútu v Libanonu krátce působil na College of France.
- V roce 1927 se stal vedoucím laboratoře profesora Constantina Levaditiho.
- Mezi lety 1928 a 1931 Pierre Lépine prokázal přežití viru dětské obrny (poliomyelitida) ve venkovním prostředí (zejména ve vodě), přenos viru trávicím traktem na opice, působení chloru na virus.
- V letech 1930 až 1935 byl ředitelem Pasteurova ústavu v Athénách.
- V letech 1940 až 1971 byl vedoucím oddělení virů v Pasteurově ústavu v Paříži. Prováděl rozsáhlé práce na virech a podílel se na pokročilém používání mikroskopu.
- V roce 1957 objevil a vyvinul vakcínu proti dětské obrně (poliomyelitidě). Veškerá sláva za tento objev však připadla Jonasi Salkovi a Albertu Sabinovi, kteří nezávisle na něm vytvořili dvě účinné vakcíny.
- S manželkou Marie-Medalaine roz. Dolfussovou měl syna Françoise Lépina.

## Poliomyelitida

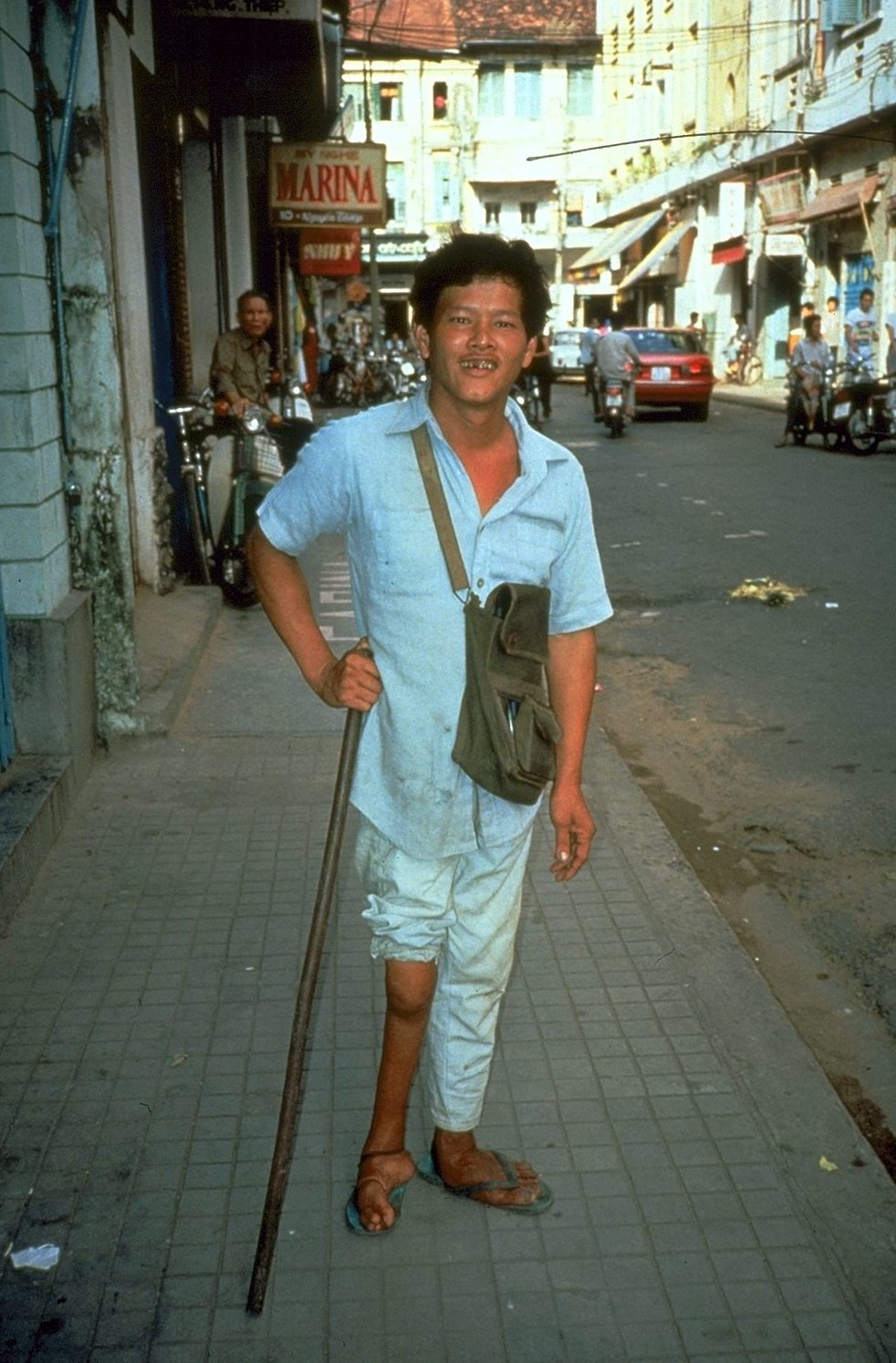
Ukázka následků dětské obrny

Poliomyelitida (infantilní spinální paralýza nebo dětská obrna) je akutní, nakažlivé a infekční onemocnění způsobené poliovirem.
Infekce je přenášená trávicím traktem. Nejčastěji je asymptomatická nebo jen s mírnými a nespecifickými příznaky. Akutní poliomyelitida způsobuje postižení míchy. Nejčastěji pak postihuje dolní končetiny a ovlivňuje dýchací soustavu. Může vést až k ochrnutí (paralýze).
Od roku 1880 až do druhé poloviny dvacátého století se nemoc epidemicky šířila po celém světě. Paralyzovala nebo zabila několik milionů lidí. Zlepšení hygieny a zejména očkování výrazně snížilo její výskyt.
Práce Jonase Salka (v roce 1950) a Alberta Sabin (v roce 1957) vedla k vytvoření dvou účinných vakcín. První byla injekční a druhá ústní, což umožnilo bojovat proti nemoci.
Salkova vakcína byla poté použita v testu nazvaném Francis Field Trial (pod vedením Thomase Francise). Byl to největší lékařský experiment v historii. Test zahrnoval 1,8 milionu dětí ve 44 státech USA od Maine po Kalifornii. Výsledky testu byly oznámeny 12. dubna 1955.
Týden před oznámením výsledků Francisova experimentu v dubnu 1955 oznámil Pierre Lépine z Pasteurova ústavu v Paříži také účinnou vakcínu proti obrně.

## Publikace
- 1964: Galtier et les recherches sur la rage (Galtier a výzkum vztekliny)
- 1966: Élie Metchnikoff et l'immunologie (Ilja Mečnikov a imunologie)
- 1973: Virus (Viry)
- 1974: Dictionnaire français-anglais, anglais-français des termes médicales et biologiques (francouzsko-anglický, anglicko-francouzský slovník lékařských a biologických termínů)
- 1975: Vaccination (Očkování)